# 四国警察支局警察学校
四国警察支局警察学校（しこくけいさつしきょくけいさつがっこう）は、かつてあった中国四国管区警察局四国警察支局の機関の一、および管区警察学校の一。四国警察支局職員、四国警察支局管内の幹部警察職員を教育・訓練する。専門実務の運用に関する教育・研究・調査も主要任務とする。前身は四国管区警察学校。現在は分庁舎が置かれる。

## 所在地
香川県善通寺市生野町2116番地

## 沿革
- 2019年4月1日 - 四国管区警察局が中国管区警察局と統合され、中国四国管区警察局、および四国警察支局が設置された。四国管区警察学校は四国警察支局警察学校となり、同一性をもつて存続するものとする[1]。
- 2020年3月31日 - 廃止。中国四国管区警察学校に合流[2]。
- 2020年4月1日 - 中国四国管区警察学校分庁舎を置く

## 組織
廃止時。学校長、教務部長および指導部長は警察官。庶務部長は事務官。
- 庶務部
  - 庶務課
  - 会計課
- 教務部
  - 教務科
  - 実務教官室
- 指導部
  - 学生科
  - 警務術科教官室

### 校舎概要
- 構造 - 鉄筋コンクリート造

- 階数 - 4
- 延床面積 - 2986㎡

## 教養課程
- 警部補任用科
- 巡査部長任用科
- 係長任用科
- 主任任用科
- 専科
- 四国管区機動隊